# Zach Monaghan
Zachary Michael "Zach" Monaghan (nacido el 1 de diciembre de 1992 en Palatine, Illinois) es un jugador de baloncesto estadounidense. Con 1,88 metros de altura puede jugar tanto en la posición de Base como en la de Escolta y actualmente juega en el Club Baloncesto Peixefresco Marín de la Liga EBA.

## Trayectoria
Comenzó su ciclo universitario en South Dakota State, donde únicamente permaneció la temporada 2011/12 para posteriormente trasladarse a la Universidad de Minnesota State-Mankato. Allí formó parte de la plantilla de los Mavericks y compitió durante tres temporadas en la Division II de la NCAA, graduándose en 2014/15 con promedios de 15.6 puntos y 8.1 asistencias y siendo elegido integrante del Mejor Quinteto de su conferencia.
Su carrera profesional dio comienzo en la temporada 2015/16 firmando con el Basquet Coruña para disputar la Liga LEB Oro española. En su primera campaña logró promedios de 10.3 puntos y 4.4 asistencias, los cuales mejoró en 2016/17 con el mismo club llegando a los 12.3 puntos y 4.4 asistencias, siendo considerado uno de los mejores jugadores de la competición en su posición.
Inició la temporada 2017/18 en las filas del Limburg United de la liga belga, pero tras disputar únicamente cuatro partidos regresa al Basquet Coruña en noviembre. Completa la campaña con promedios de 13.2 puntos, 5 asistencias y un 40% de acierto en tiros de tres puntos, obteniendo nuevamente reconocimiento unánime como uno de los más completos bases de la liga.
Renovó un año más con el equipo gallego para la campaña 2018/19, en la que diversas lesiones le impidieron rendir al nivel de anteriores temporadas. Disputó únicamente 23 partidos firmando 7.5 puntos y 4.2 asistencias por encuentro. En julio de 2019 anunció que no continuaría en el Basquet Coruña.
Durante la temporada 2019-20, se marcha a Bulgaria para jugar en las filas del BC Beroe.
El 7 de agosto de 2020, regresa a España para jugar en el Leyma Coruña de la LEB Oro.
El 10 de noviembre de 2022, firma por el Club Baloncesto Peixefresco Marín de la Liga EBA.